# Johann Baptist Zimmermann

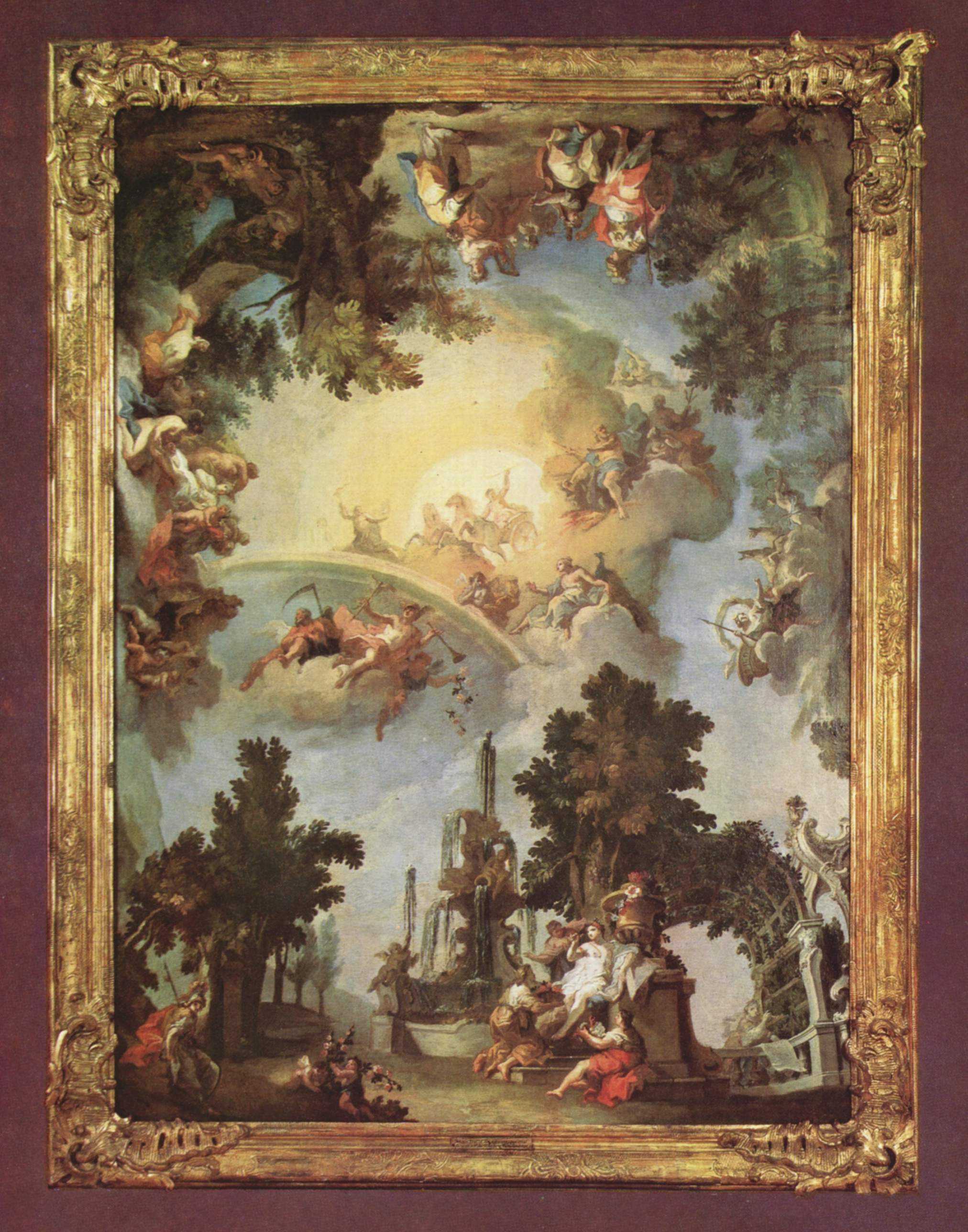

Johann Baptist Zimmermann, född 3 januari 1680 i Wessobrunn (Bayern), död 2 mars 1758 i München, var en målare och stuckatör under rokokoepoken. Bror till arkitekten Dominikus Zimmermann.